# 梁川賢吉
梁川 賢吉(やながわ けんきち、2001年12月10日 - ）は、ジャパンラグビーリーグワンクボタスピアーズ船橋・東京ベイに所属するラグビーユニオン選手。

## プロフィール
- ポジションはロック(LO)、フランカー(FL)。
- 身長：188 cm、体重：100 kg

## 略歴
小学1年生からラグビーを始めた。
2020年、尾道学校卒業後、筑波大学に入学。なお尾道高校時代、ラグビー部主将を務めた。
2023年、筑波大学ラグビー部の副将に就任。
2024年、アーリーエントリーでクボタスピアーズ船橋・東京ベイに加入。